# Cercideae
Cercideae és una tribu d'angiospermes dins de la subfamília Caesalpinioideae de la família Fabaceae.

## Descripció
Les fulles d'aquestes espècies són aparentment simples, sovint bilobades fins a bifoliades. El calze és gamosèpal, amb dents curts o llargs i irregularment soldats amb un tub fes. Presenten 5 pètals, un androceu amb 10 estams o menys. La corol·la és dialipètala, rotàcia i a voltes, pareguda a la corol·la papilionàcia de les espècies que pertanyen a la subfamília de les fabàcies.

## Classificació
- Subtribu Bauhiniinae
  - Gèneres: 
    - Bauhinia
    - Brenierea
    - Tylosema
- Subtribu Cercidinae
  - Gèneres: 
    - Adenolobus
    - Cercis
    - Griffonia